# خوشنامة
خوشنامة هي قرية في مقاطعة خلخال، إيران. عدد سكان هذه القرية هو 68 في سنة 2006.